# Kumbia PHP Framework
Kumbia PHP Framework est un framework pour PHP Logiciel libre, basé sur des principes de développement tels que DRY ou KISS.

## Historique
| Version    | Description                        | Date           |
| ---------- | ---------------------------------- | -------------- |
| 0.3.2      | Lancement                          | Janvier 2007   |
| 0.4        |                                    | Février 2007   |
| 0.4.4      |                                    | Avril 2007     |
| 0.4.5      |                                    | Mai 2007       |
| 0.4.6 beta |                                    | Juillet 2007   |
| 0.4.7      | Dernière version 0.4.x             | Septembre 2007 |
| 0.5 alpha  | Nouvelle structure de repertoires  | Septembre 2007 |
| 0.5 RC1    | Release Candidate 1                | Juin 2008      |
| 0.5 RC2    | Release Candidate 2                | Septembre 2008 |
| 5 RC3      | Release Candidate 3                | Novembre 2008  |
| 0.5 Stable | Version stable Rev. 731            | Janvier 2009   |
| 1.0-beta1  | Versión 1.0 Code Name Spirit Beta1 | 13 août 2009   |
| 1.0 beta2  | Beta 2                             | Novembre 2012  |
| 0.9        | 0.9                                | Janvier 2016   |
| 1.0 RC     | 1.0 RC                             | Avril 2017     |
| 1.0.0      | Version stable 1.0                 | Février 2019   |
| 1.1.0      | Version stable                     | Mai 2020       |
| 1.1.1      | Version stable                     | Mai 2020       |
| 1.1.2      | Version stable                     | Juin 2020      |
| 1.1.3      | Version stable                     | Juin 2020      |
| 1.1.4      | Version stable                     | Mai 2021       |
| 1.1.5      | Version stable                     | Jul 2021       |
| 1.2.0 RC   | Pre realease PHP 8.0               | Feb 2024       |
| 1.2.0      | Version stable PHP 8.0             | Mar 2024       |
| 1.2.1      | Version stable º                   | Avr 2024       |
|            |                                    |                |

## Fonctionnalités
- Programmation orientée objet
- Système de gabarits (templates) simple
- Administration de cache
- Échafaudage (scaffolding) avancé
- Support Ajax
- ORM (Mapping objet-relationnel)
- Implémentation du MVC
- Active record pour l'accès aux Bases de données